# The CW
The CW er en amerikansk tv-kanal, der har succeser som One Tree Hill, America's Next Top Model. Everybody Hates Chris, Gossip Girl, Supernatural, Smallville, 90210, Valentine, Easy Money og Crazy Ex-Girlfriend på programmet. Kanalen startede den 18. september 2006 og ejes halvt af CBS og halvt af Warner Brothers.
Programmer som Farmer Wants a Wife og Beauty and the Geek er koncepter, der også er kommet til Danmark. Koncepter som hhv. Kanal 4 og TV3 har købt og lavet i danske udgaver.

## Eksterne links
- CW's officielle side
- CW's Webkanal

| Fjernsyn | Spire Denne artikel om en tv-kanal er en spire som bør udbygges. Du er velkommen til at hjælpe Wikipedia ved at udvide den. |